# Liste der Bodendenkmäler in Tröstau
Auf dieser Seite sind die Bodendenkmäler in der oberfränkischen Gemeinde Tröstau zusammengestellt. Diese Tabelle ist eine Teilliste der Liste der Bodendenkmäler in Bayern. Grundlage ist die Bayerische Denkmalliste, die auf Basis des Bayerischen Denkmalschutzgesetzes vom 1. Oktober 1973 erstmals erstellt wurde und seither durch das Bayerische Landesamt für Denkmalpflege geführt wird. Die folgenden Angaben ersetzen nicht die rechtsverbindliche Auskunft der Denkmalschutzbehörde.

## Bodendenkmäler der Gemeinde Tröstau

### Bodendenkmäler in der Gemarkung Tröstau
| Lage               | Objekt                                                         | Akten-Nr.     | Bild |
| ------------------ | -------------------------------------------------------------- | ------------- | ---- |
| Tröstau (Standort) | Siedlung vermutlich des Neolithikums.                          | D-4-5937-0012 |      |
| Tröstau (Standort) | Silexabbaurevier des Spätpaläolithikums und des Mesolithikums. | D-4-5937-0014 |      |

### Bodendenkmäler in der Gemarkung Vordorfer Forst
| Lage                       | Objekt                                                                    | Akten-Nr.     | Bild |
| -------------------------- | ------------------------------------------------------------------------- | ------------- | ---- |
| Vordorfer Forst (Standort) | Bergbauareal (Zinnseifen) des späten Mittelalters und der frühen Neuzeit. | D-4-5937-0022 |      |